# Walter Egan (Golfspieler)
Walter Eugene Egan (* 2. Juni 1881 in Chicago, Illinois; † 12. September 1971 in Monterey, Kalifornien) war ein US-amerikanischer Golfer.

## Biografie
Walter Egan spielte, wie sein jüngerer Cousin Chandler Egan, Golf im Exmoor Country Club. 1899 trat er beim U.S. Amateur an schied jedoch in der ersten Runde aus. Ein Jahr später erreichte er das Finale, wo er gegen Walter Travis spielen sollte, jedoch wurde die Partie wegen des Attentats auf den Präsidenten William McKinley um eine Woche verschoben. Egan musste jedoch an die Harvard University zurückkehren um Prüfungen abzulegen und konnte somit nicht trainieren. Er verlor das Finale gegen Travis 5:4. 1903 konnte Walter Chandler seinen Cousin Chandler beim Western Amateur besiegen und gewann das Turnier.
Bei den Olympischen Spielen 1904 in St. Louis wurde er mit der Western Golf Association im Mannschaftswettkampf Olympiasieger. Im Einzel hingegen schied er in der ersten Runde gegen Albert Bond Lambert aus.
Die beiden Cousins schlossen sich später in Monterey dem Cypress Point Golf Club an.